# Coldplay
Coldplay je engleski alternativni rock sastav, osnovan 1996. godine u Londonu. Grupu sačinjavaju pjevač, klavijaturist i gitarist Chris Martin, gitarist Jonny Buckland, basist Guy Berryman i bubnjar Will Champion. Jedna su od najpopularnijih i najkomercijalnijih svjetskih glazbenih atrakcija. Njihovi su najuspješniji singlovi "Yellow", "In My Place", "Clocks", "Speed of Sound", "Fix You", "Viva la Vida", "Paradise", "Every Teardrop Is A Waterfall" i "The Scientist"
Grupa je postala svjetski poznata 2000. singlom "Yellow" s debitantskog albuma Parachutes, da bi još veći uspjeh doživjela sljedećim albumima, A Rush of Blood to the Head (2002.) i X&Y (2005.) Četvrti studijski album, Viva la Vida or Death and All His Friends, izašao je 17. lipnja 2008. i odmah zasjeo na prva mjesta ljestvica albuma diljem svijeta. 24. listopada 2011., izdali su svoj peti studijski album, Mylo Xyloto, koji je kasnije postao najprodavaniji rock album u Velikoj Britaniji 2011. 
Brojni su glazbenici utjecali na zvuk grupe, između ostalih Jeff Buckley, U2, Travis, Kate Bush, George Harrison, Johnny Cash i Kraftwerk. Članovi Coldplaya su također politički i socijalni aktivisti.

## Povijest

### Početak sastava
Chris Martin i Jonny Buckland upoznali su se za vrijeme studiranja na Londonskom sveučilištu u rujnu 1996. godine. Obojica su slušali istu vrstu glazbe pa su došli na ideju da osnuju sastav. Nakon dugog planiranja, osnovali su sastav "Pectoralz" a kasnije im se pridružio kolega i prijatelj s fakulteta Guy Berryman. 1997. godine, promijenili su naziv u "Starfish" te su nastupali u manjim lokalnim klubovima. U to vrijeme, pronašli su si menadžera za sastav, te im se nešto kasnije pridružio Will Champion kao bubnjar. Iako je Champion u mladosti svirao klavir, gitaru i bas-gitaru, brzo je naučio svirati bubnjeve iako ih nikad prije nije svirao. Naposljetku, odlučili su nazvati sastav "Coldplay" na prijedlog jednog kolege studenta koji je koristio isto ime za svoj sastav koji više nije svirao.
1998. objavili su 500 primjeraka EP-a Safety EP. Većina primjeraka je podjeljena diskografskim kućama i prijateljima, a samo 50-ak primjeraka je ostalo za prodaju. EP je bio sasvim dovoljan da ih primijete brojne diskografske kuće, te iste godine potpisuju za jednu diskografsku kuću. Prvi uradak im je bio EP Brothers and Sisters s tri pjesme koje su snimili u četiri dana 1999.
Nakon završnih provjera, u proljeće 1999. potpisuju ugovor za pet albuma za diskografsku kuću Parlophone. Odmah nakon prvih nastupa, snimaju treći EP nazvan The Blue Room. Kao i svi sastavi, i Coldplay je imao nesuglasica, Martin je izbacio Championa iz sastava, da bi ga na kraju pozvao nazad. Nakon toga je pao dogovor i svi su izgladili nesporazume i postavili neka osnovna pravila sastava. Odlučili su svaku dobit dijeliti na jednake dijelove i iz sastava izbaciti svakoga tko počne konzumirati teške droge.

### "Parachutes" - 2000.
U ožujku 1999. godine, Coldplay je započeo radove za svoj prvi album u Rockfield studiu. Nakon objave tri EPa bez hit pjesme, singl "Shiver" zasjeo je na 35. mjesto u Ujedinjenom Kraljevstvu. Lipanj 2000. godine bio je ključan za sastav: krenuli su na svoju prvu turneju i objavili singl koji ih je uzdigao: "Yellow". Pjesma se popela na 4. mjesto u Velikoj Britaniji te dala javnosti do znanja da je Coldplay jedan ozbiljan i ambiciozan sastav.
Mjesec dana kasnije, album je završen i pušten u prodaju. Debitirao je na 23. mjestu u Ujedinjenom Kraljevstvu. A pjesme "Yellow" i "Trouble" očekivano su privukle najviše pažnje.
Nakon uspjeha u Europi okrenuli su se Sjevernoj Americi i objavili američku verziju albuma. Iako u sjevernoj Americi nisu brzo doživjeli uspjeh kao u Europi, album je nagrađen s dva platinasta izdanja.

### "A Rush Of Blood To The Head" - 2002.
Objevljen je u kolovozu 2002. godine, te prikazao nekoliko hit pjesama kao što su "In My Place", baladu "The Scientist", te najpoznatiju pjesmu "Clocks".
Nakon objave albuma, sastav kreće na veliku turneju na kojoj su obišli čak pet kontinenata te su nastupili na raznim festivalima diljem svijeta. Koncerti su bili obilježeni ne samo nastupima sastava, nego i jakim vizualnim efektima. Album je osvojio nagradu Grammy za najbolji album alternativne glazbe u 2003. godini. Godinu dana poslije, na istoj dodjeli, dobili su nagradu za najbolju pjesmu - "Clocks".
Na kraju 2003. godine čitatelji popularnog magazina Rolling Stone odabrali su Coldplay za najboljeg izvođača i najbolji glazbeni sastav te godine. 

### "X&Y" - 2005.
Coldplay je proveo većinu 2005. godine u maloj pauzi, odmarajući se od turneja. Tada su počeli snimati svoj treći album. X&Y je objavljen u lipnju 2005. godine. Postao je najprodavaniji album 2005. godine s 8,3 milijuna prodanih primjeraka u cijelom svijetu. Glavni singl s albuma "Speed of Sound" obarao je rekorde na radijima. Album je debitirao kao broj 1 u 20 država u svijetu, te postao treći najbrži album u povijesti statistika Ujedinjenog Kraljevstva. Projektom X&Y Coldplay se lansirao među zvijezde te postao jedan od najpoznatijih sastava na svijetu.

### "Viva la Vida or Death and All His Friends" - 2008.
U jesen 2006. godine, Coldplay je počeo raditi na svom četvrtom studijskom albumu "Viva la Vida or Death and All His Friends". U pauzama snimanja, obišli su Južnu Ameriku i tamo nastupili u Čileu, Argentini, Brazilu, i Meksiku. 
Chris Martin je opisao album kao novi pravac Coldplaya: promjenu u odnosu na prethodna tri albuma, koje oni zovu "trilogijom". Album je donio i promjene u pjevanju i sviranju, npr. pjesma "Violet Hill" sadrži blues gitarističke dionice. "Violet Hill" se nakon objave na radiu moglo preuzeti sa službene stranice sastava. Pjesma je postala njihova prva pjesma na broju 1 liste Billboard Hot 100.
Album je samo tri dana nakon izlaska prodan u 302.000 primjeraka, čime je postao jedan od najbrže prodavanih albuma u povijesti Ujedinjenog Kraljevstva. Početkom ljeta, album je postavio rekord kao album s najviše preuzimanja s interneta u povijesti. Album je osvojio mnoge nagrade i priznanja diljem svijeta.
Gitarist Joe Satriani optužio je Coldplay za kršenje autorskih prava na sudu u Los Angelesu 2008. godine. Satriani tvrdi da je pjesma "Viva la Vida" plagijat njegovog solo djela "If I Could Fly" iz 2004. godine. Sastav je odbacio bilo kakve optužbe, te je tužba odbačena nakon postignutog dogovora van suda.
2009. godine Coldplay je bio nominiran za četiri Brit Awards nagrade: "Britanski sastav", "Britanski nastup uživo", "Britanski singl ("Viva la Vida")" i "Britanski album (Viva la Vida or Death and All His Friends)"
Iste godine, Sastav je osvojio tri Grammy nagrade za pjesmu godine (Viva la Vida), najbolji rock album (Viva la Vida or Death and All His Friends) i najbolju vokal izvedbu.

### "Mylo Xyloto" - 2011.
U razgovoru koji je sastav dao 13. siječnja 2011., spomenili su dvije nove pjesme koje bi se trebale pojaviti na njihovom nadolazećem albumu, "Princess of China" i "Every Teardrop is a Waterfall". 31. svibnja 2011. sastav je najavio da će "Every Teardrop is a Waterfall" biti njihov prvi singl s novog, petog studijskog albuma sastava. Taj singl je izdat 3. lipnja 2011. 12. kolovoza 2011. sastav je na svom sajtu objavio naziv njihovog novog albuma - Mylo Xyloto, te datum izlaska - 24. listopada 2011. 12. rujna izdaju drugi singl s novog albuma - "Paradise".

## Diskografija
Studijski albumi
- Parachutes (2000.)
- A Rush of Blood to the Head (2002.)
- X&Y (2005.)
- Viva la Vida or Death and All His Friends (2008.)
- Mylo Xyloto (2011.)
- Ghost Stories (2014.)
- A Head Full of Dreams (2015.)
- Everyday Life (2019.)
- Music of the Spheres (2021.)
- Moon Music (2024.)

## Vanjske poveznice
- Službena stranica
- Coldplay na NME.com